# Corteconcepción

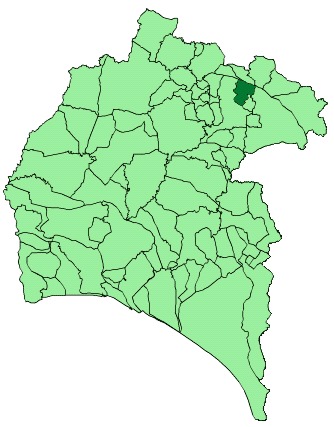
bản đồ của Corteconcepción, Huelva

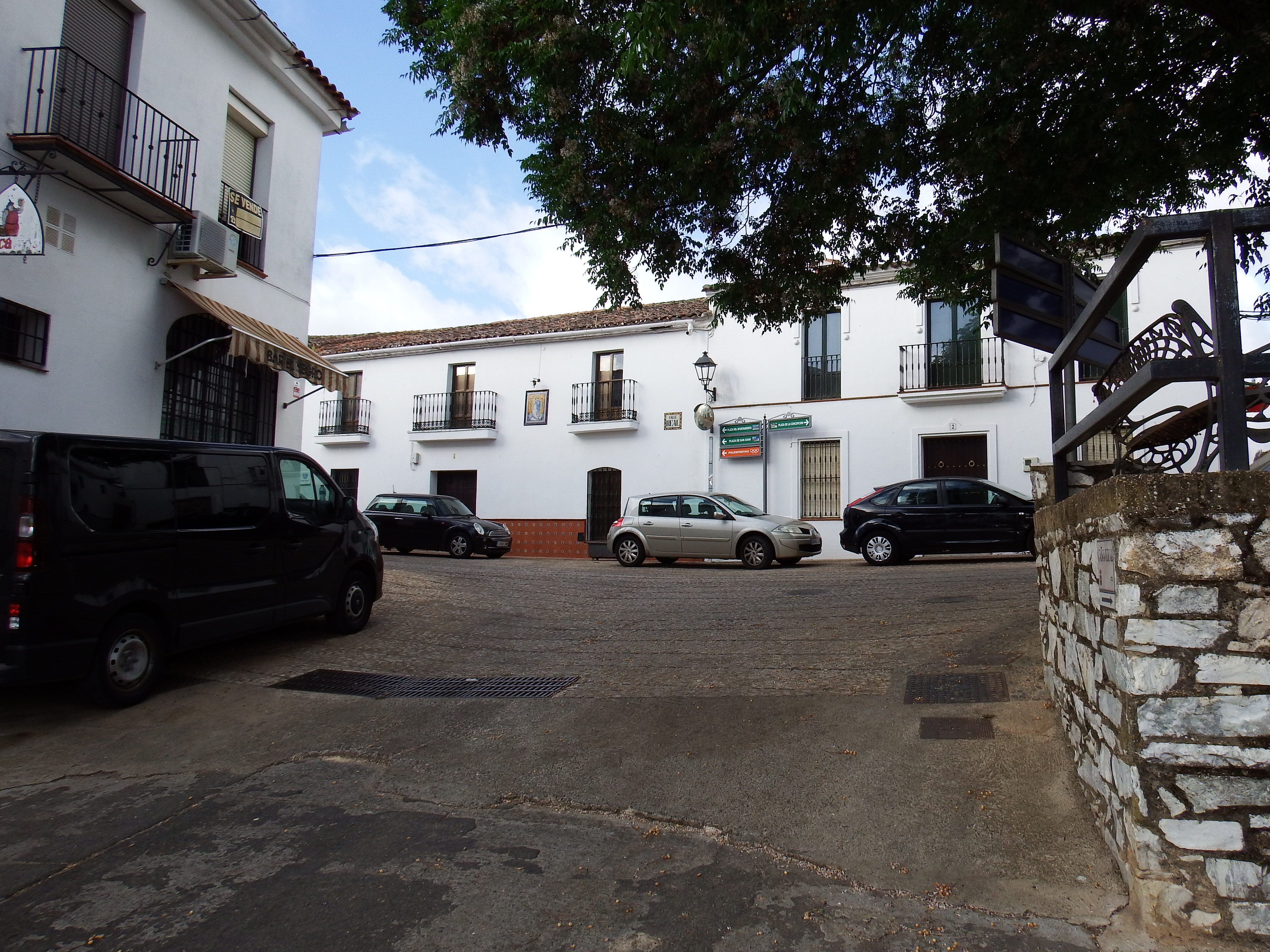

Corteconcepción là một thị trấn và đô thị ở tỉnh Huelva, Tây Ban Nha. Theo điều tra dân số năm 2005, đô thị này có dân số 620 người và có diện tích 49km². Đô thị này nằm trên cao độ 572m trên mực nước biển và cách thủ phủ Huelva 114 km.